# ألفرد كيلر
ألفرد كيلر (بالألمانية: Alfred Keller)‏ هو نحات ألماني، ولد في 1902، وتوفي في 1955 في برلين في ألمانيا.

## معرض صور

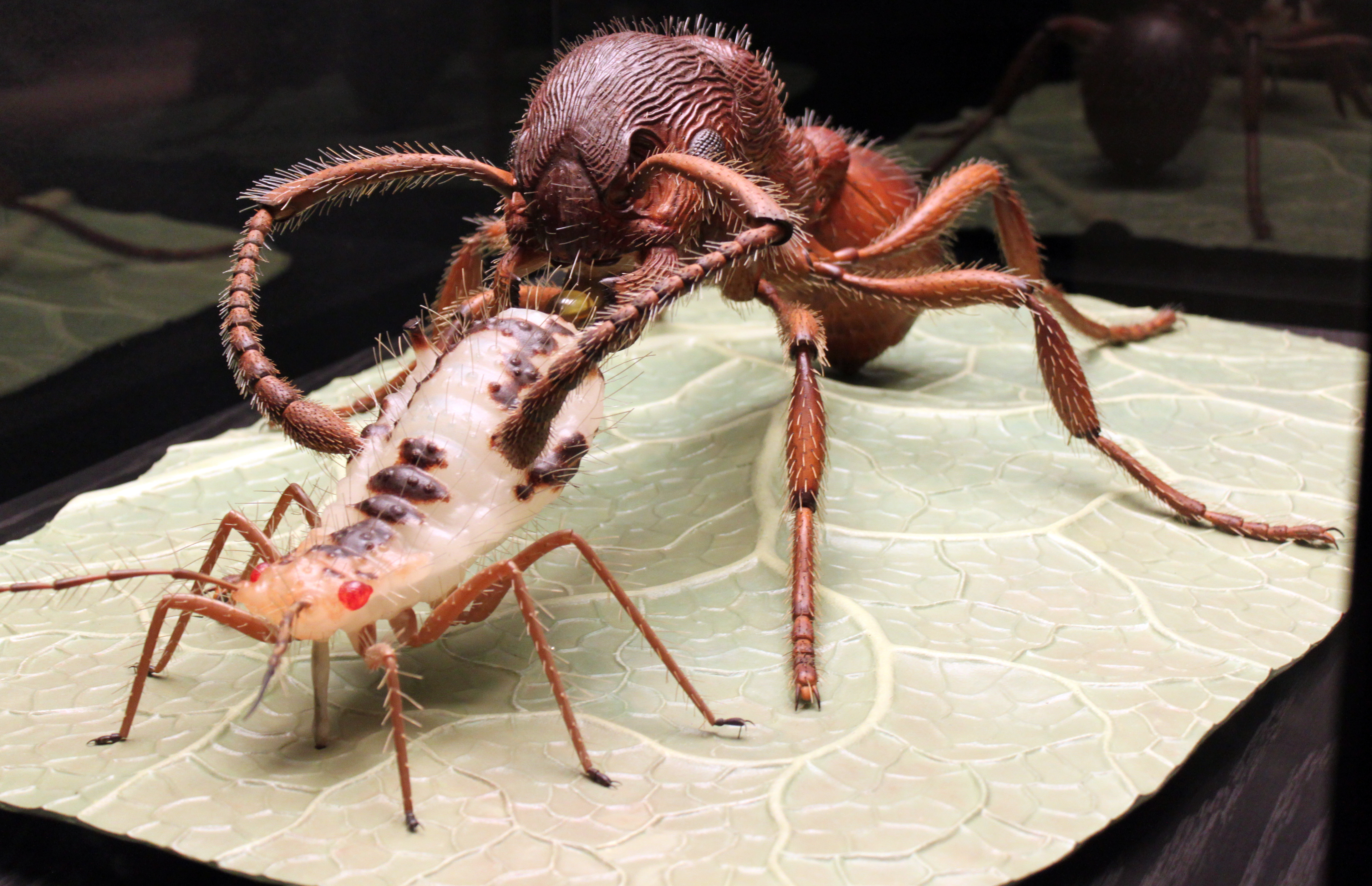
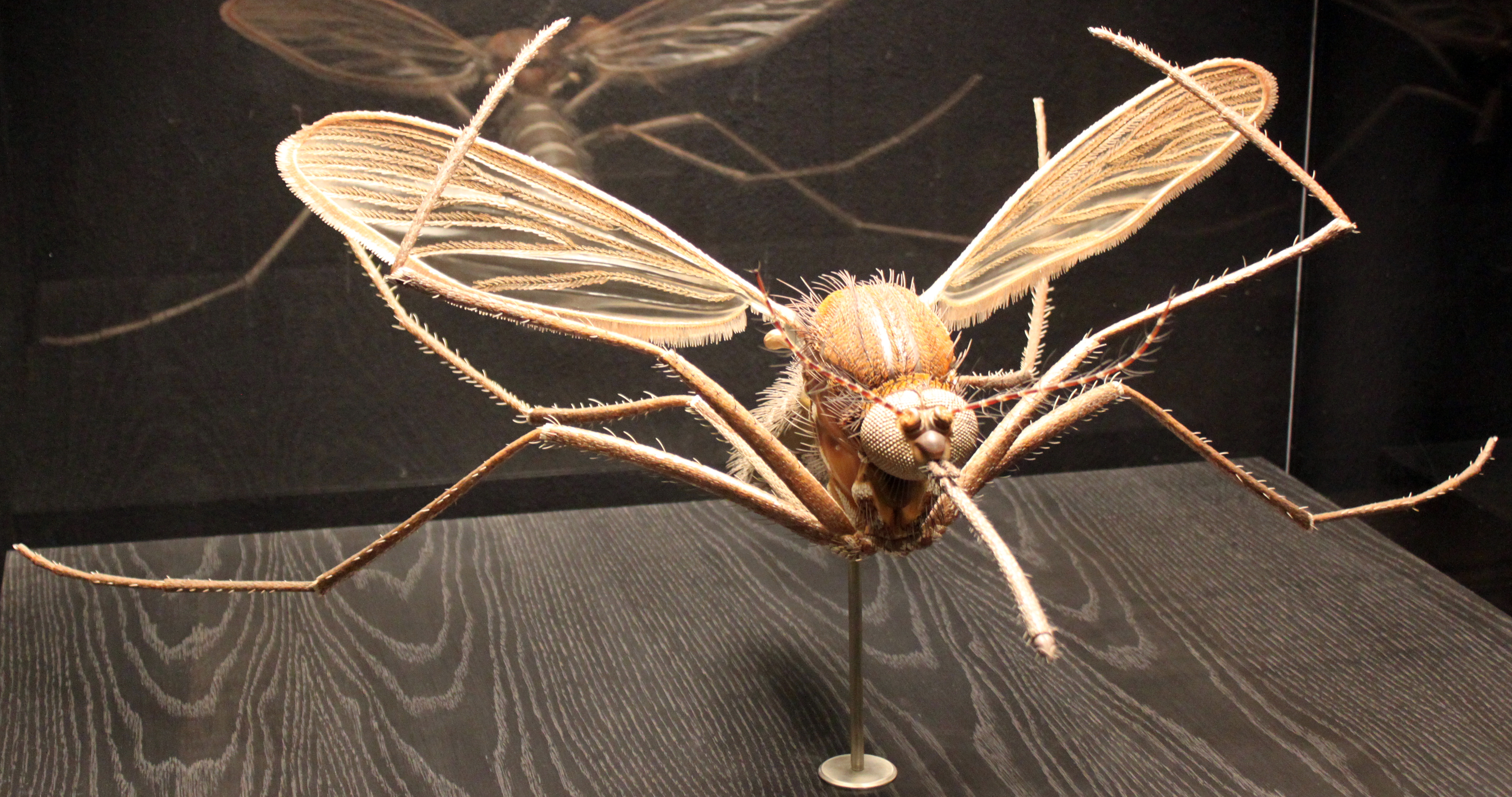
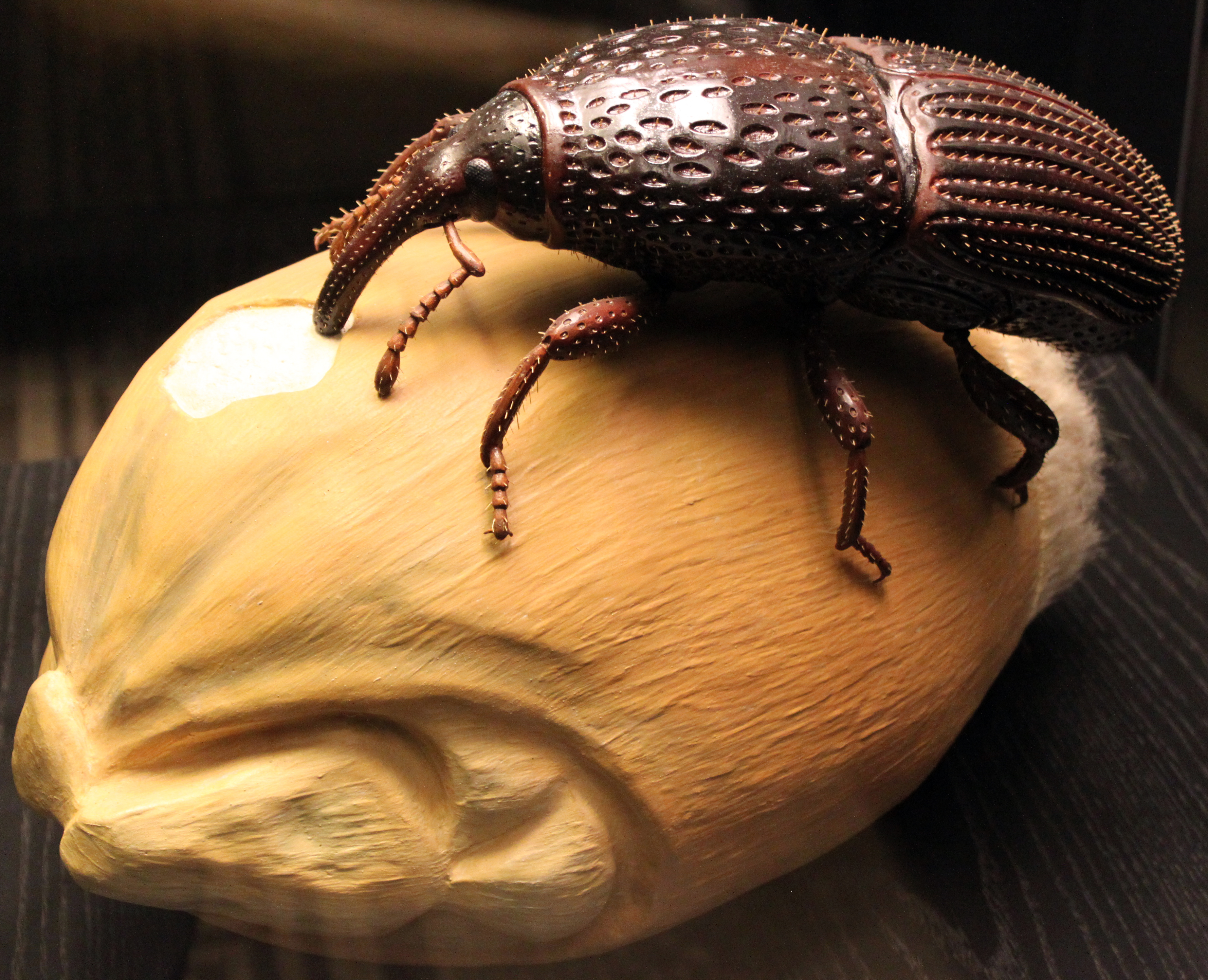
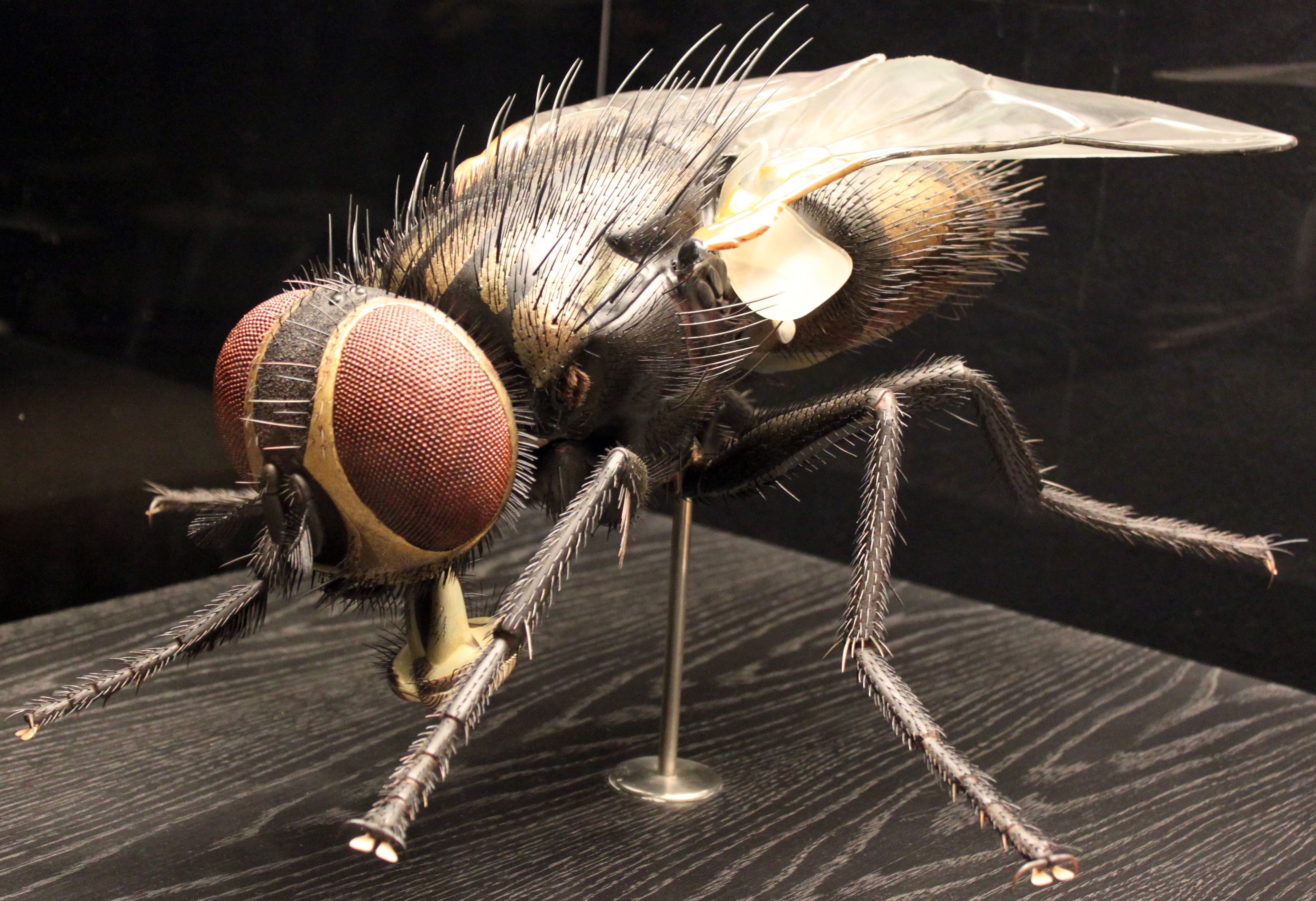
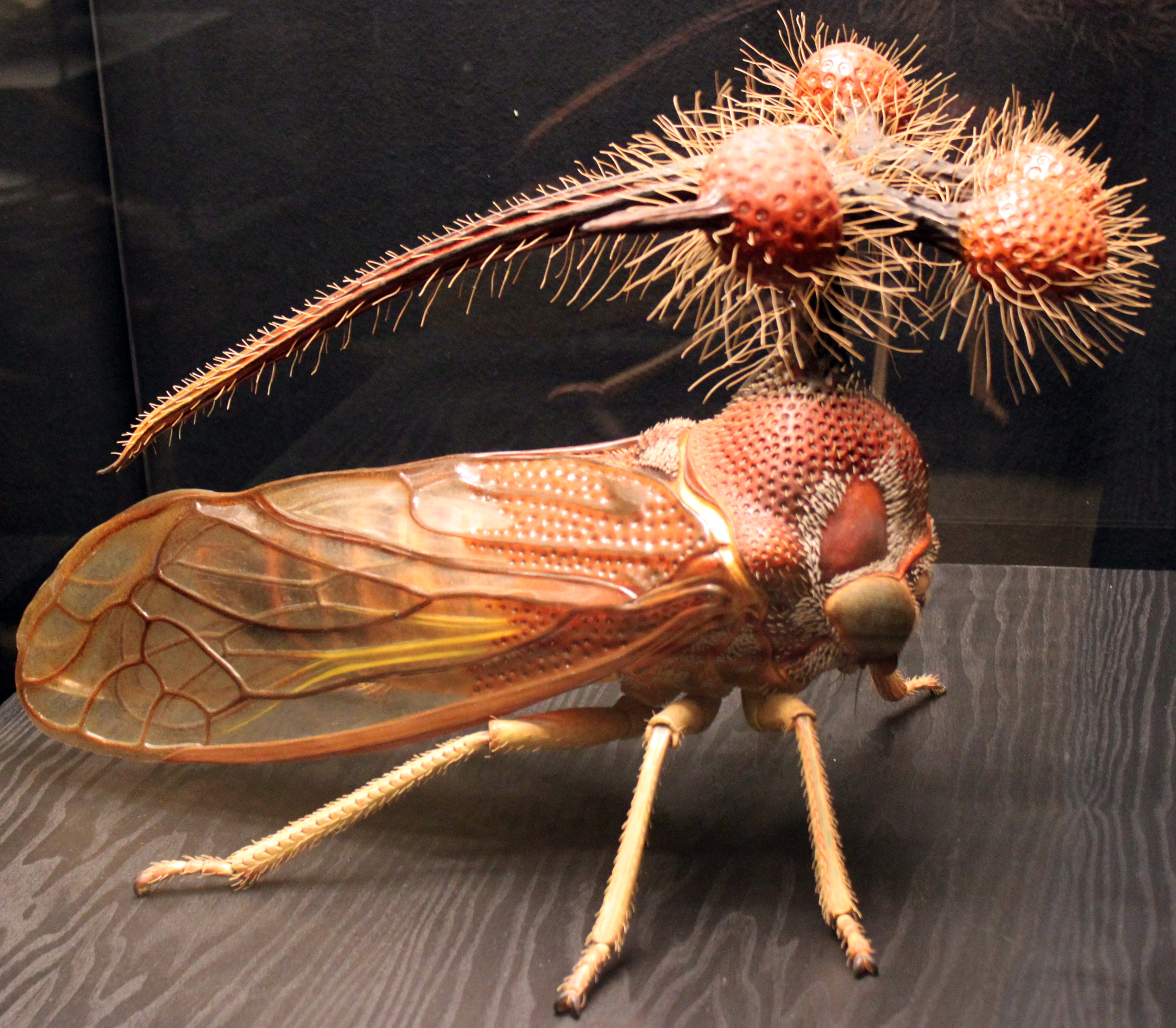
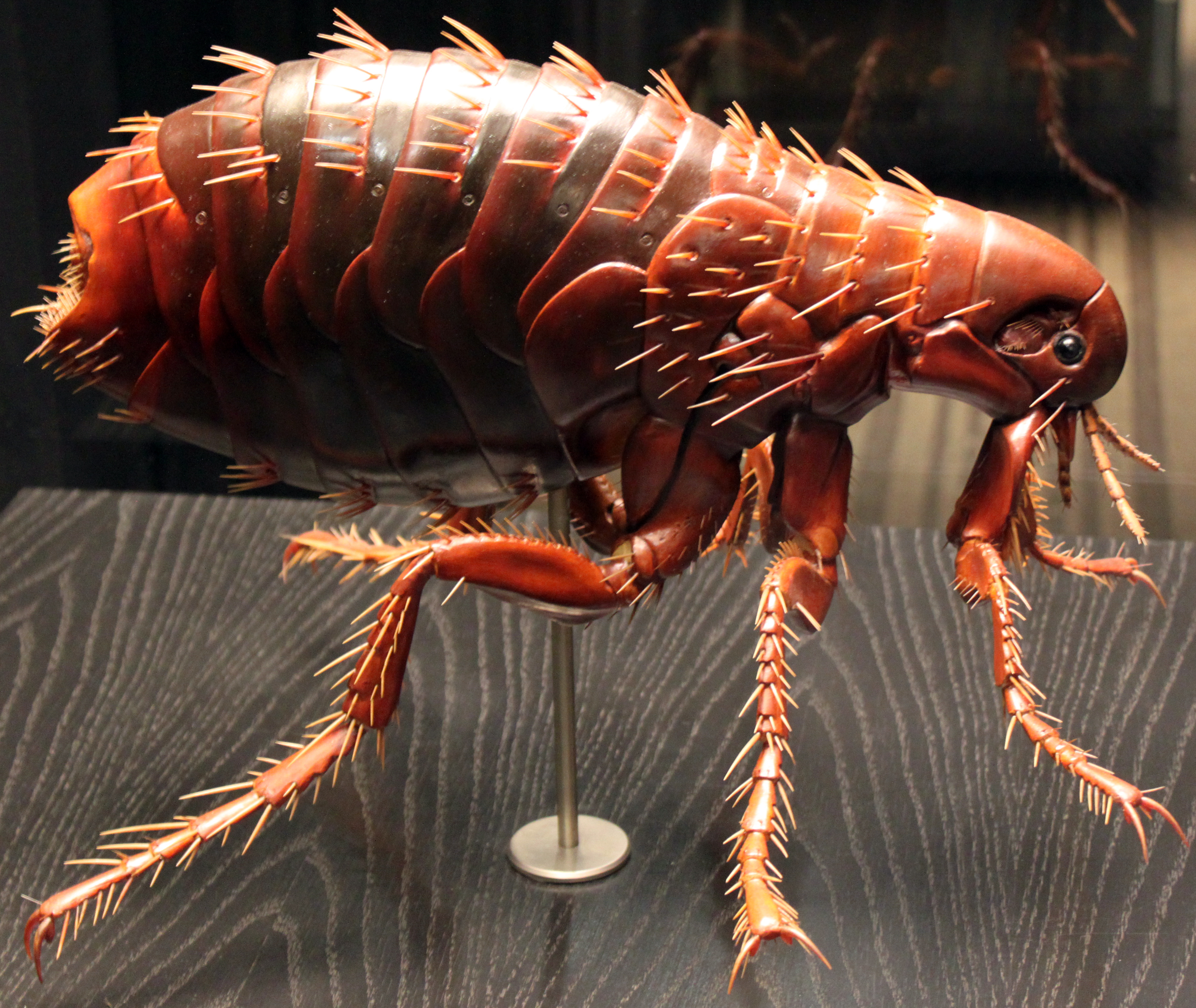